# 2,3'-联吡啶
2,3'-联吡啶是一种有机化合物，化学式为C10H8N2，它是联吡啶的同分异构体之一。它可由2-氯吡啶、3-吡啶硼酸和碳酸钠在双(乙腈)氯化钯催化下反应制得。它和五氟苯基(四氢噻吩)金在二氯甲烷中反应，可以得到二(五氟苯基)(2,3'-联吡啶)合二金。